# Stadion Albena
Stadion Albena – stadion piłkarski w Albenie, w Bułgarii. Obiekt może pomieścić 3000 widzów. Stadion znajduje się na terenie kompleksu piłkarskiego, w skład którego wchodzą jeszcze dwa pozostałe boiska. Obiekt był jedną z aren piłkarskich Mistrzostw Europy kobiet U-17 w 2019 roku. Rozegrano na nim cztery spotkania fazy grupowej oraz finał tego turnieju.